# Diaskari

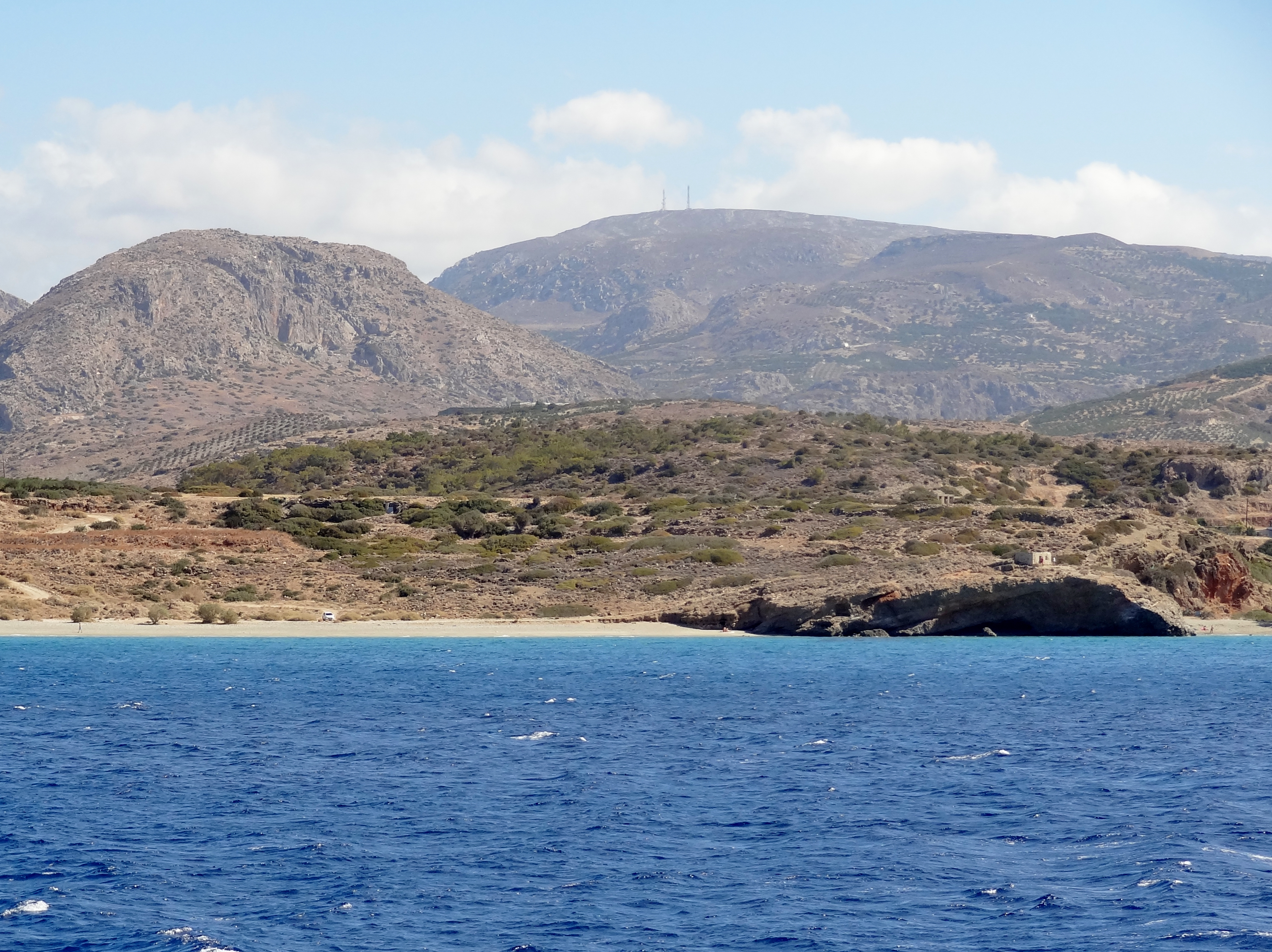
Südostseite des Strandes Diaskari

Diaskari (griechisch Διασκάρι) bezeichnet einen archäologischen Fundort in der Gemeinde Ierapetra an der Südküste der griechischen Insel Kreta. Er befindet sich östlich des gleichnamigen Strandes Diaskari auf dem Hügel Vigla. Die Oberflächenfunde bezeugen eine Siedlungstätigkeit, die mindestens bis in die Neupalastzeit der minoischen Kultur zurückreicht.

## Lage und Geschichte
Der Strand Diaskari (Παραλία Διασκάρι) liegt an der Bucht von Makrygialos (Όρμος Μακρυγιαλού) des Libyschen Meeres und gehört zur Ortsgemeinschaft Pefki (Πεύκοι) der Gemeinde Ierapetra (Ιεράπετρα). Der Ort Pefki befindet sich 4,5 Kilometer nördlich. Vom Tourismus an der Südküste geprägte Ort Makrygialos (Μακρυγιαλός) liegt 1,7 Kilometer westlich. Der Hügel Vigla (Βίγλα), auf dem der archäologische Fundort lokalisiert wurde, trennt Diaskari vom Strand Langada (Παραλία Λαγκάδα) mit der Mündung des Flusses Andromylos (Ανδρόμυλος Ποταμός) im Südosten. Die Bezeichnung Vigla ist eine Entlehnung vom lateinischen Vigilia und bedeutet „Wache“. Der Hügel zwischen Diaskari und Langada ist nicht zu verwechseln mit dem gleichnamigen 471 Meter hohen Berg Vigla oberhalb von Makrygialos.

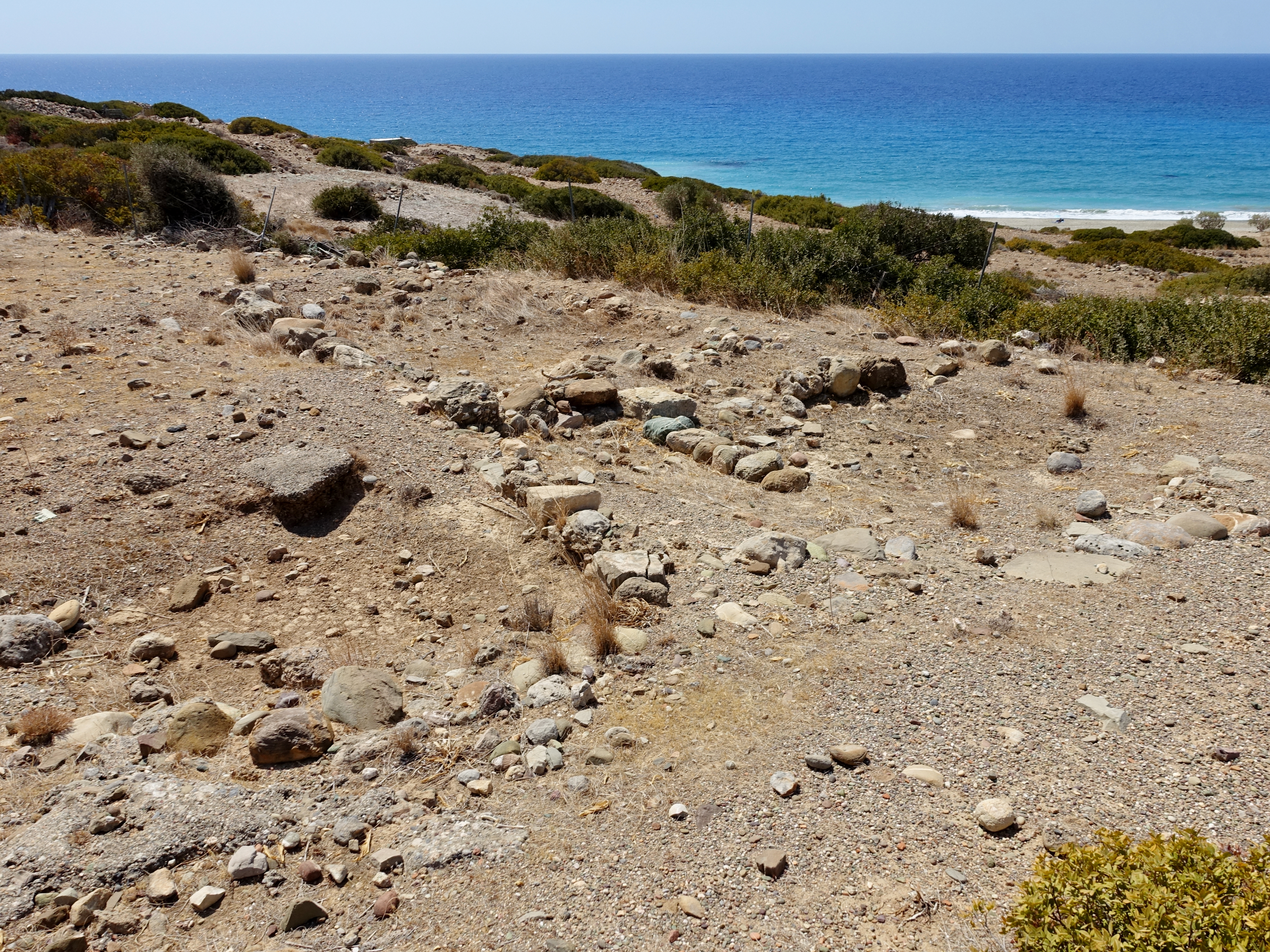
Strukturen auf dem Hügel Vigla

Anfang der 1970er Jahre entdeckte der griechische Archäologe Costis Davaras bei einer Bodenbegehung und Kartierung des Gebietes um Makrygialos etwa 300 Meter östlich des Strandes Diaskari die Überreste einer ausgedehnten Siedlung, die er zunächst der spätminoischen Phase SM III zuordnete. Auf den Grundstücken von E. Karantinos und P. Kopanaki erfolgten 1972 insgesamt elf je 5 × 5 Meter große Sondierungsgrabungen, die Gebäudestrukturen aufzeigten, deren Raumböden gepflastert und Wände gemauert waren, wie das Auffinden von Ziegelbruchstücken belegte. Die prähistorische Siedlung, deren Ausmaße und Bedeutung nach ihrem Entdecker fast mit Gournia gleichkam, nahm den gesamten Hügel Vigla ein. Davaras konzentrierte seine systematischen Ausgrabungen 1973 und 1977 jedoch auf die „Minoische Villa“ von Makrygialos, deren Standort sich 2,8 Kilometer westlich der Siedlungsreste bei Diaskari befindet und die wahrscheinlich ausschließlich in der spätminoischen Phase SM I B bestand.

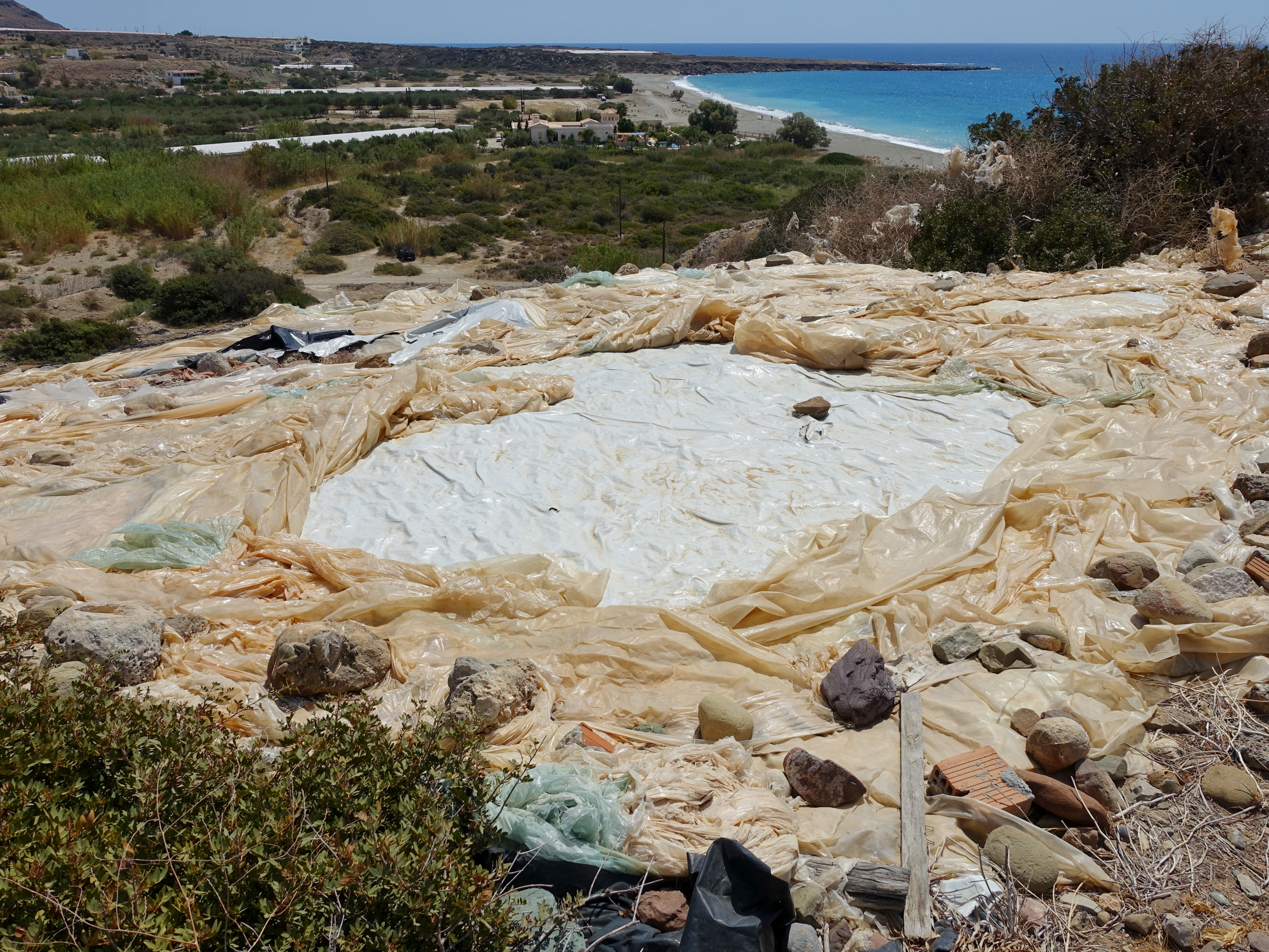
Abgedeckter Bereich am Ostrand von Vigla Richtung Langada

Nach der Reinigung und Begutachtung der Keramikfunde von Diaskari und weiterer Fundstücke, die beim Bau von Hotels gemacht wurden, sowie einer Geländeuntersuchung durch die Archäologen Metaxia Tsipopoulou, Donald Haggis und dem Petrologen Peter Day kam Davaras zu der Auffassung, dass die Siedlung auf dem Vigla bereits in der spätminoischen Phase SM I existierte, wenn nicht früher. Keramikfragmente zeigen Elemente des floralen- und des Meeresstils der minoischen Kunst der Neupalastzeit. Paul Faure vermutete in der Region von Makrygialos das antike Syrinthos (Σύρινθος), eine Polis, die bei Stephanos von Byzanz erwähnt wird. Davaras schlussfolgerte daraus, dass der deutlich vorhellenische Name wahrscheinlich die minoische Bezeichnung des Gebietes war. Gelegentlich wurde das Toponym Syrinthos als pelasgisch charakterisiert. Auch die Verortung des antiken Stalai (Στῆλαι) wird mit Makrygialos in Verbindung gebracht.

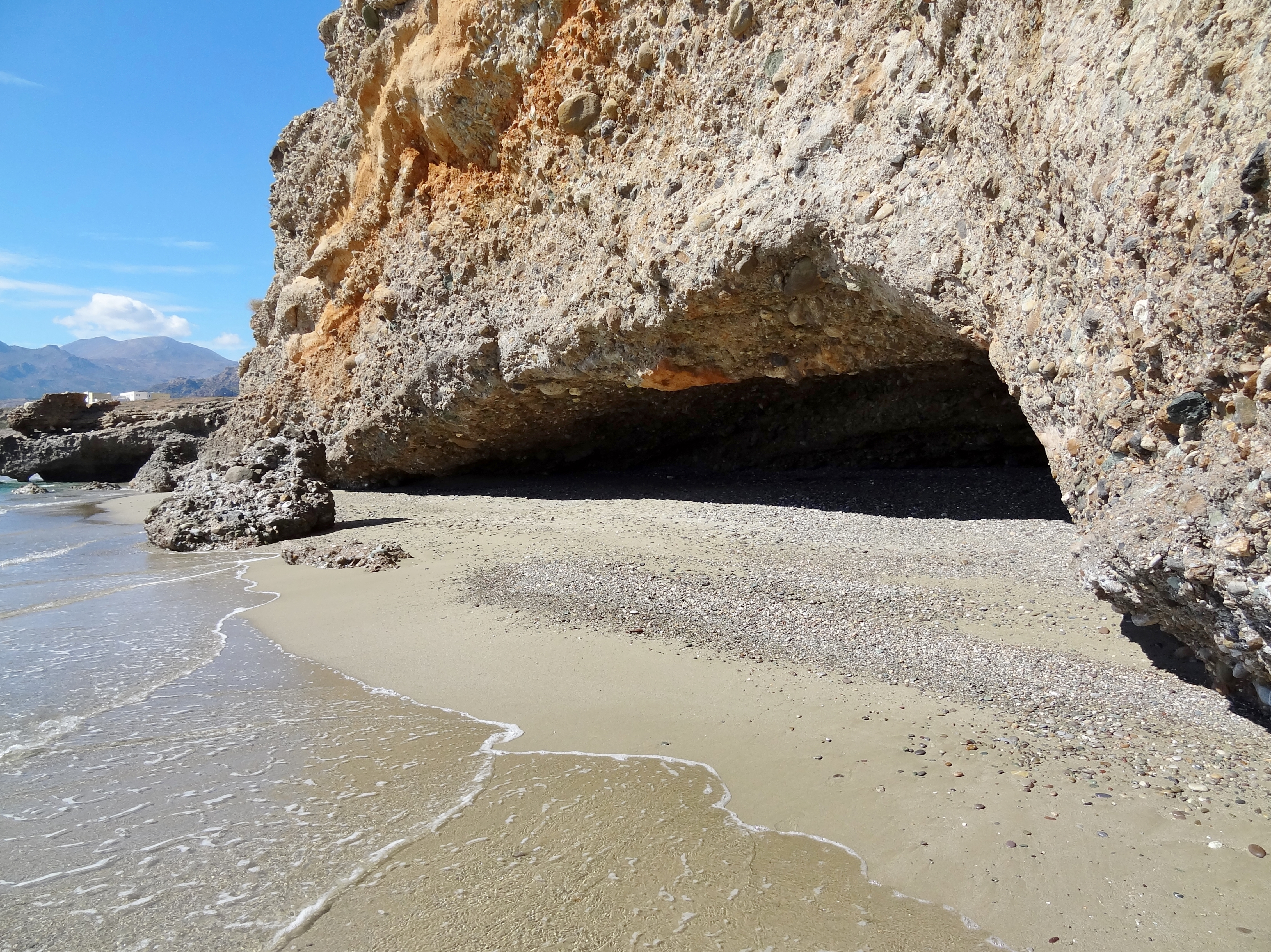
Karavospilios (‚Schiffshöhle‘)

Daten zu den neupalastzeitlichen Siedlungsmustern deuten darauf hin, dass Makrygialos-Diaskari, neben Petras und Zakros, das Zentrum einer dritten wirtschaftlichen und politischen Einheit im Osten Kretas darstellte, eine Auffassung, die 1997 von Metaxia Tsipopoulou und Anastasia Papacostopoulou formuliert wurde. Die Beziehungen dieser Zentren untereinander und zu den großen Palästen Zentralkretas bleibt unklar. Die Verbindung der „Minoischen Villa“ von Makrygialos zur Siedlung von Diaskari beschrieb Costis Davaras, entsprechend Philip P. Betancourt und Nanno Marinatos, als die einer „herrschaftlichen Villa“ zu einer Hafensiedlung, von deren Doppelhafen bei Diaskari und Langada die Fischerei und der Handel mit landwirtschaftlichen Produkten nach Osten gepflegt wurden. Inwieweit der Name Diaskari auf die Bezeichnung Dioskourion (Διοσκουρίων) für die Hafensiedlung, nach einem hier bestehenden Tempel der Dioskuren mit ihrer besonderen Beziehung zur Seefahrt, zurückgeht, gehört in den Bereich der Spekulation. Ebenso unsicher ist, ob sich in der vor der tektonischen Absenkung Ostkretas im Altertum höher über dem Meeresspiegel befindlichen Höhle Karavospilios (Καραβόσπηλιος ‚Schiffshöhle‘) am Meeresufer unterhalb des Vigla tatsächlich eine Werft befunden hat, auf die ihr Name weist.
Im Jahr 2009 beschrieb Krzystof Nowicki eine minoische Fundstätte auf dem Felsgrat oberhalb der Küstenebene zwischen Diaskari und Kalo Nero östlich von Makrygialos. Sie liegt auf einer Höhe von etwa 150 Metern und war von einer heute stark erodierten Mauer aus mittelgroßen Steinen umgeben. Die meisten Keramikfragmente, die in einem Bereich von 16 × 8 Metern gefunden wurden, stammen aus der mittelminoischen Zeit, vermutlich der Phase MM II, während wenige weitere Funde auf eine kurzzeitige Besetzung in EN II des Endneolithikum oder der frühminoischen Phase FM I hindeuten.